# 短尖景天
短尖景天（学名：Sedum beauverdii）是景天科景天属的植物，为中国的特有植物。分布于中国大陆的云南等地，生长于海拔2,550米至4,000米的地区，多生长于山坡岩石上及岩隙中，目前尚未由人工引种栽培。